# 鉄道模型ちゃんねる
『鉄道模型ちゃんねる』（てつどうもけいちゃんねる、鉄道模型.ch、tetsumo channel）は、2007年4月6日から2007年12月28日までBSジャパンで放送されていた鉄道模型のテレビ番組である。

## 番組概要
毎回、鉄道模型製作の達人（番組中では「ゲージ・マイスター」と呼ばれる）が、鉄道車両やジオラマなど、一つの作品を製作する。達人は実際の車両やロケーションを細かく観察し、鉄道と調和した風景を再現する。
放送開始後、6月29日で突然最終回を迎えて一旦終了したが、同年7月5日から9月27日までの3ヶ月間の再放送を挟み、10月5日から12月28日まで第2期が放送された。第2期終了時点のスタッフ日記には「またお会い出来る日まで」とあり、第3期が放送される可能性も考えられるが、番組後半の「車両へGO!」コーナーを担当していた豊岡真澄が結婚引退したこともあり、放送再開は現時点で未定である。
2007年11月21日には第1期のすべてを収録したDVD-BOXが完全限定生産で、学研インデックスより販売された。
また、2008年5月23日にシーズンIIのDVDが、車輌篇、ジオラマ・レイアウト篇に分かれて発売された。
2009年1月8日から3月27日まで、テレビ東京で、番組を再編集した「鉄道模型ちゃんねるベストセレクション」の放送を開始。初めて地上波で放送された。
2009年4月から9月30日までテレビ大阪で第1期が不定期放送された。
2009年10月5日から12月21日まで、TVQ九州放送でも放送された。

## 出演者
- 豊岡真澄 （コーナー担当）
- 村山明 （ナレーション）
- 六角精児 （ナレーション）※2011年6月11日「鉄道模型ちゃんねる2時間スペシャル第2弾『昭和の思い出!よみがえる名車輌と町』」のみ

## 放送時間

### 第1期
- 全13回
- 2007年4月6日 - 2007年6月29日
  - 毎週金曜24:00 - 24:30（本放送）／毎週日曜11:30 - 12:00（再放送）
- 2007年7月5日 - 2007年10月11日
  - 毎週木曜18:00 - 18:30（再放送）／毎週日曜11:30 - 12:00（再放送）
- 2008年1月13日 - 2008年3月31日
  - 毎週日曜11:30 - 12:00（再放送）
- 2008年4月6日
  - 日曜19:30 - 20:00（再放送）

### 第2期
- 全13回
- 2007年10月5日 - 2007年12月28日
  - 毎週金曜24:00 - 24:30（本放送）／毎週日曜11:30 - 12:00（再放送）
第1回・第2回は同時ネット番組『ワールドビジネスサテライト』の放送時間拡大、ならびに時間変更のため24:30 - 25:00の放送
- 2008年4月13日 - 
  - 日曜19:30 - 20:00（再放送）

### 特番
- 2008年8月
- 2011年6月11日　20:00 - 22:00

### 地上波での放送
| 放送地域   | 放送局      | 放送期間                       | 放送日時                 | 備考                             |
| ---------- | ----------- | ------------------------------ | ------------------------ | -------------------------------- |
| 関東広域圏 | テレビ東京  | 2009年1月8日 - 2009年3月27日   | 木曜 25時30分 - 26時00分 | ベストセレクションとして12回放送 |
| 大阪府     | テレビ大阪  | 2009年1月 - 9月                | 不定期放送               |                                  |
| 福岡県     | TVQ九州放送 | 2009年9月28日 - 2009年12月21日 | 月曜 26時23分 - 26時53分 |                                  |

## 放送内容

### 第1期
(末尾（）内は登場するゲージマイスター)
1. 春の伊豆「伊豆急行北川（ほっかわ）駅」（(株)DDF 三宅一朗・田中亮）
2. 横浜の街「相鉄横浜駅周辺」（ベストセレクション第2回）（石川陽一）
3. 「京浜急行の車輌」（ベストセレクション第1回）（牛久保孝一）
4. 「富士山と東海道線」（ベストセレクション第3回）（平柳聡）
5. 「ヨーロッパの風景」（クラフト　坂本敬洋）
6. 「廃線した昭和の東武線」（早野幹男）
7. 「アメリカの荒野を走る列車」（松本吉之）
8. 「岳南鉄道の電気機関車」（瀧口宜慎）
9. 「昭和初期の風情を残す国道駅」（工房パノラマ 町山博則）
10. 「長編成の貨物列車」（熊岡正之）
11. 「都電荒川線王子駅前停留場」（ベストセレクション第5回）（北野誠之）
12. 「国電時代の飯田線」（ベストセレクション第4回）（葉賀敏明）
13. 「THE TOKYO」（第1期最終回）（呉尾律波）

#### 車輌へGO!
タレント（現在は引退）の豊岡真澄が鉄道会社の車両工場に出向き、車両の大きさ、塗装デザインの角度などを計測する。

### 第2期
1. 「継続放送決定!第14回から再始動!!」（台湾新幹線）（ベストセレクション第7回）（呉尾律波）
2. 「Taiwan（台湾）」（平渓線）（ベストセレクション第8回）（呉尾律波）
3. 「上越線のループ線」（平柳聡）
4. 「中央線201系」（牛久保孝一）
5. 「南武線の懐かしい風景」（小熊寛）
6. 「DD51ディーゼル機関車」（ベストセレクション第9回）（熊岡正之）
7. 「想い出のたまでん」（畑中博）
8. 「旧型国電 クモハ40」（野々村宏）
9. 「アメリカの海岸を走る列車」（ベストセレクション第10回）（松本吉之）
10. 「181系特急」（木村則之）
11. 「国鉄 蒸気機関車」（C55形）（ベストセレクション第11回）（板橋俊明）
12. 「クリスマスの鉄道風景」（ベストセレクション第6回）（クラフト 坂本敬洋）
13. 「哀愁の銚子電鉄」（第2期最終回）（ベストセレクション第12回）（工房パノラマ 町山博則）

#### 鉄ビュースポット!
豊岡真澄が鉄道車両の撮影スポットを紹介する。

### スペシャル
1. 「夢のヨーロッパ世界遺産鉄道に挑む!」（オーストリア センメリンク鉄道・グラーツ歴史地区・ハルシュタット）（呉尾律波・畑中博・クラフト 坂本敬洋&岡野和正）
2. 「昭和の思い出!よみがえる名車輌と町」（熱海・銀座・大阪）（クラフト 坂本敬洋&岡野和正・畑中博・呉尾律波）

### スポンサー
ノンスポンサーのため提供バック中には「BS JAPAN」のロゴが真ん中に表示される（他系列局への番組販売に対応するためであるが、BSジャパン以外での放送はテレビ東京のみ）。ただし2008年8月30日に放送された特番にはスポンサーが付いていた。

## よく登場するゲージマイスター
- 「車輌模型一人工場」牛久保孝一（1期第3回、2期第4回）
- 「模型界の色彩人」平柳聡（1期第4回、2期第3回）
- 「鉄道愛好ミュージシャン」呉尾律波（1期第13回、2期第1回・第2回）

## 備考
- 鉄道模型マイスター（本放送：毎週土曜19:55 - 20:00、再放送：毎週金曜22:54 - 23:00）

## スタッフ
- プロデューサー：角田康治（テレビ東京）、鈴木こうじ（ズーイ）
- ディレクター：佐久間史晃、吉田健一
- 構成：たが井まこと
- 編成：名淵朝晴（テレビ東京）